# Kläckgrund
Kläckgrund är en ö i Dalälvens mynning. Ön ingår i Billuddens naturreservat och ligger mellan Brämsand och Häxören.
På ön finns en lång sandstrand, men även en intressant skogsnatur med historiska inslag. Till Kläckgrund tar man sig endast med båt. På den norra sidan av ön sker stora förändringar varje år på grund av höst- och vinterstormar som eroderar sanddynerna.